# 上川香織
上川 香織（うえかわ かおり、1974年7月30日 - ）は、LPSA（日本女子プロ将棋協会）所属の女流棋士。広島県安芸郡下蒲刈町（現呉市）出身。所司和晴七段門下。LPSA番号16。以前は日本将棋連盟に所属し、当時の女流棋士番号は旧46。埼玉大学卒業。

## 人物
- 埼玉大学在学中に将棋を始め、将棋部では主将を務めた[1]。学生女流名人戦3位入賞などの実績を残した。大学卒業後、女流育成会入りし2年余りで女流2級となった。
- 2005年、同門である松尾歩五段（段位は当時）と結婚。2005年5月5日に「5並び」で入籍した。棋士活動名を松尾へ変更。夫婦で名前が将棋の駒にちなんだ歩と香であることも話題となった。
- 2007年、日本女子プロ将棋協会(LPSA)の旗揚げに参加、日本将棋連盟より移籍。
- プロ野球広島東洋カープの熱狂的ファンである。また、女流棋士で有数な酒豪としても知られる。
  - ニックネームの「アル川（アルコール好き＋本人の姓）」は友人の女流棋士の北尾まどか（北尾本人も酒豪として知られる）がつけ、当時北尾が将棋講座を連載していた週刊将棋で紹介して将棋ファンにも広まった。
- 得意戦法はゴキゲン中飛車[2]。
- 2012年、体調不良による療養のため1年間休場した[3]。
- 2014年12月1日より、再度上川姓に棋士名を戻した[4]。これに伴い、LPSAの公式サイトの紹介も変更された。

## 昇段履歴
- 1997年04月00日 - 女流育成会入会（1997年度後期から育成会リーグ参加）[5]
- 1999年04月01日 - 女流2級（1998年度後期 1位） [6][7][8]
- 1999年11月30日 - 女流1級（女流王将戦リーグ入り） [6][9][10]
- 2003年04月01日 - 女流初段（年間13局指し分け以上〈7勝以上〉／2002年度 8勝5敗、女流通算25勝31敗）[11][12]
- 2015年12月10日 - 女流二段（勝数規定／女流初段昇段後60勝、女流通算85勝）[13]

## 主な成績
- 第42回1dayトーナメント優勝（2011年）

### 年度別成績
女流公式棋戦
- 2024年度
  - 年度成績 19局 7勝12敗（勝率0.3684）[14]
  - 通算成績 336局 128勝208敗（勝率0.3809）〈2025年3月31日対局分まで〉[15]